# Jules Babylon
Jules Babylon (Roeselare, 16 september 1903 – aldaar, 12 maart 1985), was een toonaangevend cinema-uitbater uit Roeselare.

## Biografie
Jules Babylon was een autodidact, gezien zijn studies door de Eerste Wereldoorlog onderbroken werden. In de jaren 1920 kwam hij in dienst van de lokale middenstandsbank als kassier. Hij was ook actief op het vlak van muziek en toneel en kwam zo bij de katholieke S.V. Middenstandsbelangen ‘Patria’ terecht, die een eigen schouwburg en café beheerde. Hij werd lid van de beheerraad en bij het uitbreken van de Tweede Wereldoorlog werd hij bestuurder-exploitant.
In de Patria maakte Babylon kennis met de cinema. Tijdens de oorlog zag hij kans om het voormalige Feestpaleis van de socialistische maatschappij ‘De Voorzorg’ te verwerven als cinemazaal voor de Patria. In 1944 ontstond zo de cinema ‘Pax’ in de Ooststraat. In 1952 kwam er een aparte samenwerkende vennootschap S.M. Pax voor het beheer van de bioscoop.  Babylon zou de cinema uitbaten tot in de jaren 1970.
In 1960 nam Babylon de noodlijdende cinema ‘Oud Roeselare’ aan de overkant van het station van Roeselare over. De bioscoop werd omgedoopt tot ‘Ciné Rex’. Met de tweede cinema wou Babylon de kosten drukken en een soepelere programmatie bekomen. Ook steeg zijn invloed in de wereld van de filmdistributie. Zijn zoon Luk zou zich ontfermen over de ‘Rex’. Er werd volop in een betere uitrusting geïnvesteerd waardoor de cinema de eerste golf van sluitingen van dorps- en wijkbioscopen wist te overleven na de introductie van de televisie. De 'Rex' was een tijdlang toonaangevend in de regio. In de jaren 1970 moest de bioscoop zoals vele andere proberen te overleven door bijvoorbeeld te experimenteren met erotische films. In 1977 sloot de Rex dan toch zijn deuren. Jules Babylon overleed enkele jaren later.
Jules Babylon is de vader van onder meer de Volksunie-politicus Mik Babylon.

## Bron
- EELBODE, Belinda. De geschiedenis van de Roeselaarse cinema's. Roeselare, 2002.